# Plátek
Plátek je nezbytná součást jazýčkových nástrojů (klarinet, saxofon). Rozkmitáním vytváří základní zvuk. Výrobci hudebních nástrojů zkoušeli různé materiály, nejvíce se osvědčila třtina (dobře se zpracovává).